# Czong-Aryk
Czong-Aryk (kirg.: Чоң-Арык; ros.: Чон-Арык) – osiedle typu miejskiego w Kirgistanie w obrębie miasta wydzielonego Biszkek wchodzące w skład rejonu Lenin. W 2009 roku liczyło 9717 mieszkańców (z czego 49,7% stanowili mężczyźni) i obejmowało 2331 gospodarstw domowych.